# Når katten er ude
|  | For den danske stumfilm fra 1910 med samme titel, se Naar Katten er ude |
Når katten er ude er en dansk film fra 1947. Her er der tale om en musikalsk lystspilfarce med blandt andre Svend Asmussens orkester.
- Manuskript Grete Frische.
- Instruktion Alice O'Fredericks og Lau Lauritzen jun.

Blandt de medvirkende kan nævnes:
- Ludvig Brandstrup
- Gerda Neumann
- Ulrik Neumann
- Svend Asmussen
- Sigurd Langberg
- Rasmus Christiansen
- Karl Gustav Ahlefeldt
- Bodil Steen
- Betty Helsengreen
- Henry Nielsen
- Buster Larsen